# De la Meuse à l'Ardenne
De la Meuse à l’Ardenne est une revue annuelle d’intérêt régional éditée à Saint-Hubert en Belgique.
Lancée en 1985 sur une idée de Guy Deflandre, Maurice Evrard, Bernard Glansdorff, Bruno Marée, Philippe Mignot, Michel Timperman et Jean-Pol Weber, réunis au sein de l’a.s.b.l. « Entre Ardenne et Meuse», la revue, dont le champ d’investigation recouvre un espace compris entre le sillon sambro-mosan et la Gaume, propose des contributions originales dans les domaines aussi variés que l’histoire, l’archéologie, l’histoire de l’art, le folklore et diverses sciences de la nature.
Le sommaire du dernier numéro paru (50-2018 ; sorti de presse en janvier 2019) est le suivant :
- Dinant en 1649,

par Pascal Saint-Amand
- Désiré Pierre Jh Arnould (1771-1822). Un officier d'infanterie d'origine namuroise,

par Jacques Declercq & Luc Hiernaux
- Libéraux, francs-maçons & libres penseurs dans la vallée de l’Ourthe moyenne au XIXe siècle. Deuxième partie : Quando corpus morietur,

par Luc Hiernaux & Jean-Pol Weber
- À propos de l'église de Bomal-sur-Ourthe. Du projet de l'architecte Ballarini à l'église de Bure,

par Jean-Louis Javaux
- Paysage d'Entre-Ardenne-et-Meuse dessinés par Benjamin Mary au début des années 1820

par Éric Speeckaert
- Léopold Zoude (Namur, 1771 - Saint-Hubert, 1853), licencié en médecine et Souverain Prince Rose-Croix,

par Luc Hiernaux & Thierry Scaillet
- Jules Hallet (1829-1894). L'œil d'un photographe dinantais,

par Michel Coleau
- Un Sasserath en Ardenne. Dentiste ou arracheur de dents ? Du nom propre au nom commun,

par Luc Hiernaux & Jean-Pol Weber
- Le monument Wolff-Sasserath et le cimetière juif de Saint-Servais, près de Namur,

par Christiane Cabaret
- Les fragments d'une guerre embaumée. Six photographies de Louis Couvert (Corbion-sur-Semois, 1879-1948),

par Guy Grosjean
- Du noir de Golzinne exposé à Paris en 1867,

par D.M.A.
- Les Zoude de Saint-Hubert peints en portraits par Jean-Baptiste Pigeon (1823-1868),

par Thierry Scaillet
- Namur et Dinant en photochromies vers 1895,

par D.M.A.
Le sommaire du numéro précédent (49-2017 ; sorti de presse en février 2018) est le suivant :
- Les opérations militaires en Haute-Meuse. Du calme à la tempête (1913-1914),

par Vincent Scarniet
- Libéraux, francs-maçons & libres penseurs dans la vallée de l’Ourthe moyenne au XIXe siècle. Première partie : la Loge de Durbuy,

par Luc Hiernaux & Jean-Pol Weber
- La wiertzmania en terre dinantaise (1865-1980),

par Michel Coleau
- Papa Biron (1819-1894), hôtelier propriétaire et bourgmestre de Rochefort,

par D. M. A.
- Rochefort en février 1869. Un récit victorien,

par Florence Marryat (†)
- Le capitaine Poncho continue à faire parler de lui,

par D. M. A.
- De Liège à Luxembourg en mars 1809,

par Maurice de Tascher (†)
Le sommaire du numéro antérieur (48-2016; sorti de presse en mars 2017) est le suivant :
- Le capitaine Poncho (1770-1853) et le Musée impérial de Saint-Hubert,

par Jacques Declercq, Jean-Marie Duvosquel, Luc Hiernaux & Jean-Pol Weber
- Les complexes palatiaux de Jupille, Chèvremont, Herstal & Düren et leurs rapports avec le siège épiscopal de Liège sous la domination des Pippinides jusqu’en 784,

par Julien Sohier
- Une guerre de famille en Condroz au « siècle des malheurs »,

par Jean-Louis Javaux
- Cartes à jouer dinantaises du XVIIIe siècle,

par Alfred Pinchart (†) & D. M. A.
- De décembre 1944 à février 1945 dans le nord de la province de Luxembourg : la bataille de Grandmenil,

par Suzanne Maréchal (†)
- Une carte porcelaine éditée par le pharmacien Alfred Gennotte, à Havelange,

par D. M. A.
- Dulce bellum regibus. Une vue du siège de Namur de 1692 dans les collections du British Museum,

par Luc Hiernaux
- Le plan par masses de culture de Reppe (1803),

par Pierre De Spiegeleer & Philippe Gémis
- Frères maçons à l’Orient de Namur en 1776,

par Luc Hiernaux & Jean-Pol Weber